# A History of Violence (film)
Pour les articles homonymes, voir A History of Violence.
Pour plus de détails, voir Fiche technique et Distribution.
A History of Violence ou Une histoire de violence au Québec est un drame criminel américano-canado-allemand réalisé par David Cronenberg, sorti en 2005.
C'est l'adaptation cinématographique du roman graphique A History of Violence écrit par John Wagner et dessiné par Vince Locke, et publié par Vertigo.
Le film est présenté en compétition officielle au festival de Cannes 2005.

## Synopsis
Tom Stall est un citoyen paisible de la petite ville de Millbrook dans l'Indiana, patron d'un petit restaurant, bon père et bon mari. Un soir, deux tueurs font irruption dans son restaurant, s'apprêtant à commettre un massacre. En quelques fractions de secondes, Stall les abat avec une dextérité surprenante. Le fait divers fait la une des médias, la fierté de sa famille, et propulse Stall au rang de célébrité locale et nationale. Alors qu'il tente de retrouver une vie normale, un mafieux partiellement défiguré, répondant au nom de Fogarty, débarque dans son petit restaurant et l'appelle par un autre nom : Joey. Fogarty et ses complices prennent en effet Tom, qu'ils ont vu récemment à la télévision, pour un de leurs anciens adversaires. Peu à peu l'épouse et le fils de Tom se rendent à l'évidence : Tom a été Joey dans une autre vie, à Philadelphie, auprès de son frère, à la tête d'un gang. Joey était redouté pour sa violence. Après avoir éliminé Fogarty et ses acolytes, Tom doit effacer les dernières traces de son passé de meurtrier en se rendant à Philadelphie. Il y retrouve son frère et ses sbires qui tentent de l'abattre. Tom les tue, se lave dans un lac du sang qui le recouvre, repart vers sa famille où il retrouve sa place.

## Fiche technique
Sauf indication contraire, les informations mentionnées dans cette section peuvent être confirmées par les bases de données cinématographiques IMDb et Allociné,  présentes dans la section « Liens externes ».
- Titre original, français et allemand : A History of Violence
- Titre québécois : Une histoire de violence
- Réalisation : David Cronenberg
- Scénario : Josh Olson, d'après le roman graphique éponyme de John Wagner et Vince Locke
- Musique : Howard Shore
- Direction artistique : James McAteer
- Décors : Carol Spier
- Costumes : Denise Cronenberg
- Photographie : Peter Suschitzky
- Son : Christian T. Cooke, Orest Sushko, Mark Zsifkovits
- Montage : Ronald Sanders
- Production : Chris Bender et J.C. Spink
  - Production déléguée : Toby Emmerich, Kent Alterman, Cale Boyter, Josh Braun, Justis Greene, Roger Kass
  - Coproduction : Jake Weiner
- Sociétés de production[1] :
  - États-Unis, Canada : BenderSpink et New Line Productions, présenté par New Line Cinema
  - Allemagne : Media I! Filmproduktion München & Company
- Sociétés de distribution : New Line Cinema (États-Unis) ; Alliance Atlantis Motion Picture Distribution (Canada) ; Warner Bros. (Allemagne) ; Metropolitan FilmExport (France) ; Kinepolis Film Distribution (Belgique) ; Fox-Warner (Suisse romande)
- Budget : 32 millions de $[2],[3]
- Pays de production :  États-Unis,  Canada,  Allemagne
- Langue originale : anglais
- Format[4] : couleur (DeLuxe) - 35 mm - 1,85:1 (Panavision) - son DTS | Dolby Digital | SDDS
- Genre : thriller, action, drame et néo-noir[5]
- Durée : 96 minutes
- Dates de sortie[6] :
  - France : 16 mai 2005 (festival de Cannes) ; 2 novembre 2005 (sortie nationale) ; 11 octobre 2020 (Lumière Film Festival)
  - Québec : 23 septembre 2005[7]
  - États-Unis : 30 septembre 2005
  - Belgique, Suisse romande : 2 novembre 2005[8],[9]
- Classification[10] :
  - États-Unis : interdit aux moins de 17 ans (R – Restricted)[Note 3]
  - Canada : les personnes de moins de 18 ans doivent être accompagnées d'un adulte (18A - 18 Accompaniment)
  - Québec : 16 ans et plus (violence) (16+ / 16 years and over)[7]
  - Allemagne : interdit aux moins de 18 ans (FSK 18)
  - France : interdit aux moins de 12 ans[11],[Note 4] (puis déconseillé aux moins de 16 ans lors de sa diffusion à la télévision)[réf. souhaitée]
  - Belgique : tous publics (Alle Leeftijden)[8]
  - Suisse romande : interdit aux moins de 16 ans[12],[9]

## Distribution
- Viggo Mortensen (VF : Bernard Gabay ; VQ : Pierre Auger) : Tom Stall / Joey Cusack
- Ed Harris (VF : Bernard Tiphaine ; VQ : Éric Gaudry) : Carl Fogarty
- Maria Bello (VF : Déborah Perret ; VQ : Anne Bédard) : Edie Stall
- William Hurt (VF : Féodor Atkine ; VQ : Jean-Marie Moncelet) : Richie Cusack
- Ashton Holmes (VF : Maël Davan-Soulas ; VQ Philippe Martin) : Jack Stall
- Peter MacNeill (VF : Richard Leblond ; VQ Vincent Davy) : le shérif Sam Carney
- Stephen McHattie (VF : Bruno Devoldère ; VQ : Mario Desmarais) : Leland Jones
- Sumela Kay (VF : Edwige Lemoine) : Judy Danvers
- Michelle McCree (VF : Laure Sabardin) : Jenny Wyeth
- Greg Bryk (VQ : Patrick Chouinard) : Billy
- Kyle Schmid (VQ : Sébastien Delorme) : Bobby
- Heidi Hayes (VQ : Juliette Mondoux) : Sarah Stall
- Aidan Devine : Charlie Roarke
- Bill MacDonald : Frank Mulligan
- R. D. Reid : Pat

Sources et légende : version française (VF) sur Allodoublage et sur Voxofilm. Version québécoise (VQ) sur Doublage Québec

## Production

### Genèse et développement
Le scénario est inspiré du  roman graphique A History of Violence écrit par John Wagner et dessiné par Vince Locke, et publié par Vertigo en 1997. Le script est écrit par Josh Olson. Le réalisateur David Cronenberg découvre son travail sans connaitre l’œuvre initiale de John Wagner et Vince Locke mais est d'emblée séduit :

« Cette histoire touche à des thèmes émotionnels puissants. Un couple marié avec deux enfants essaie de mener une vie droite, honnête, épanouie, et cela se révèle de plus en plus difficile. J'ai aimé ce contexte […]. Derrière ce thème principal se profilent pourtant des choses beaucoup plus troublantes, dérangeantes. C'est un thriller intéressant parce qu'atypique. On peut le prendre à plusieurs niveaux, les enjeux ne sont pas aussi basiques que l'intrigue principale peut le laisser supposer. Les développements partent dans des axes aussi surprenants que variés. On peut d'abord voir ce thriller comme ceux de Hitchcock où un homme innocent est pris pour un autre par des gens effrayants. »

— David Cronenberg
Pour éviter certains clichés liés à la mafia, David Cronenberg demande au scénariste Josh Olson de modifier les noms de certains personnages criminels. Initialement italo-américains, ceux-ci deviennent irlandais, d'autant plus que les acteurs choisis ne sont pas du tout italo-américains.

### Attribution des rôles
Le rôle principal a été proposé à Thomas Jane et Harrison Ford.

### Tournage
Le tournage a lieu d'août à novembre 2004. Il se déroule à Toronto (Stoopy's Tavern, Toronto Film Studios) et dans plusieurs villes de l'Ontario (Millbrook, King City, Rockwood, Tottenham (en), Uxbridge).
David Cronenberg choisit de tourner majoritairement avec des objectifs de 27 mm. Il explique ce choix : « Cela donne des plans larges, ce n'est pas l'objectif qu'on emploie normalement pour les gros plans. J'ai essayé de trouver un équivalent visuel à la psychologie des personnages, à la dynamique des pièces et à la manière dont les personnages occupent l'espace. »

## Accueil
A History of Violence a été classé à la 5e place du Top 10 des années 2000 par les Cahiers du cinéma

## Distinctions
Entre 2005 et 2012, le film A History of Violence a été sélectionné 129 fois dans diverses catégories et a remporté 37 récompenses,.

### Année 2005
| Cérémonie ou récompense                                                        | Catégorie / Récompense                                                      | Nommé(es) / Lauréat(es)                      | Résultat   |
| ------------------------------------------------------------------------------ | --------------------------------------------------------------------------- | -------------------------------------------- | ---------- |
| Association des critiques de cinéma de Dallas-Fort Worth                       | Meilleur film                                                               | A History of Violence                        | Nomination |
| Association des critiques de cinéma de l'Utah                                  | Prix UFCA du meilleur acteur dans un second rôle                            | William Hurt                                 | Lauréat    |
| Association des critiques de cinéma de l'Utah                                  | Meilleure actrice                                                           | Maria Bello                                  | Nomination |
| Association des critiques de cinéma de Los Angeles                             | Prix LAFCA du meilleur acteur dans un second rôle                           | William Hurt                                 | Lauréat    |
| Association des critiques de cinéma de Los Angeles                             | Meilleur film                                                               | A History of Violence                        | Nomination |
| Association des critiques de cinéma de Los Angeles                             | Meilleur réalisateur                                                        | David Cronenberg                             | Nomination |
| Association des critiques de cinéma de Saint-Louis                             | Meilleur réalisateur                                                        | David Cronenberg                             | Nomination |
| Association des critiques de cinéma du sud-est                                 | Meilleur film                                                               | 5e place                                     | Nomination |
| Association des critiques de cinéma de Toronto                                 | Prix TFCA du meilleur film                                                  | A History of Violence                        | Lauréat    |
| Association des critiques de cinéma de Toronto                                 | Prix TFCA du meilleur réalisateur                                           | David Cronenberg                             | Lauréat    |
| Association des critiques de cinéma de Toronto                                 | Prix TFCA du meilleur film canadien                                         | A History of Violence                        | Lauréat    |
| Association internationale des critiques de musique de film                    | Prix IFMCA de la meilleure musique originale d’un film d'horreur / thriller | Howard Shore                                 | Lauréat    |
| Cahiers du Cinéma                                                              | Meilleur film                                                               | David Cronenberg                             | Nomination |
| Cercle des critiques de cinéma de Kansas City                                  | Prix KCFCC de la meilleure actrice dans un second rôle                      | Maria Bello                                  | Lauréat    |
| Cercle des critiques de cinéma de New York                                     | Prix NYFCC du meilleur acteur dans un second rôle                           | William Hurt                                 | Lauréat    |
| Cercle des critiques de cinéma de New York                                     | Prix NYFCC de la meilleure actrice dans un second rôle                      | Maria Bello                                  | Lauréat    |
| Cercle des critiques de cinéma de New York                                     | Meilleur film                                                               | A History of Violence                        | Nomination |
| Cercle des critiques de cinéma de New York                                     | Meilleur réalisateur                                                        | David Cronenberg                             | Nomination |
| Cercle des critiques de cinéma de New York                                     | Meilleur acteur                                                             | Viggo Mortensen                              | Nomination |
| Communauté du circuit des récompenses (Awards Circuit Community Awards (ACCA)) | Meilleure actrice dans un second rôle                                       | Maria Bello                                  | Nomination |
| Communauté du circuit des récompenses (Awards Circuit Community Awards (ACCA)) | Meilleur réalisateur                                                        | David Cronenberg                             | Nomination |
| Communauté du circuit des récompenses (Awards Circuit Community Awards (ACCA)) | Meilleur scénario adapté                                                    | Josh Olson                                   | Nomination |
| Communauté du circuit des récompenses (Awards Circuit Community Awards (ACCA)) | Meilleure photographie                                                      | Peter Suschitzky                             | Nomination |
| Communauté du circuit des récompenses (Awards Circuit Community Awards (ACCA)) | Meilleure musique originale                                                 | Howard Shore                                 | Nomination |
| Conseil national d'examen du cinéma                                            | Prix NBR du Top 10 de l'année                                               | A History of Violence                        | Lauréat    |
| Festival de Cannes                                                             | Palme d'Or                                                                  | David Cronenberg                             | Nomination |
| Festival de Cannes                                                             | Grand Prix                                                                  | David Cronenberg                             | Nomination |
| Festival de Cannes                                                             | Prix du Jury                                                                | David Cronenberg                             | Nomination |
| Festival de Cannes                                                             | Prix de la mise en scène                                                    | David Cronenberg                             | Nomination |
| Festival de Cannes                                                             | Prix de l'Éducation nationale                                               | David Cronenberg                             | Nomination |
| Film indépendant de Gotham                                                     | Meilleur film                                                               | David Cronenberg, Chris Bender et J.C. Spink | Nomination |
| Prix de l'Institut Américain du Film                                           | Prix AFI du film de l'année                                                 | A History of Violence                        | Lauréat    |
| Prix Satellites                                                                | Meilleur acteur dans un film dramatique                                     | Viggo Mortensen                              | Nomination |
| Prix Satellites                                                                | Meilleure actrice dans un second rôle dans un film dramatique               | Maria Bello                                  | Nomination |
| Prix Satellites                                                                | Meilleur film dramatique                                                    | A History of Violence                        | Nomination |
| Prix Schmoes d'or (Golden Schmoes Awards)                                      | Schmoes d'or de la meilleure actrice dans un second rôle de l'année         | Maria Bello                                  | Lauréat    |
| Société des critiques de cinéma de Las Vegas                                   | Meilleur film                                                               | 5e place                                     | Nomination |
| Société des critiques de cinéma de San Diego                                   | Prix SDFCS du meilleur montage                                              | Ronald Sanders                               | Lauréat    |
| Sondage de l'hebdomadaire The Village Voice                                    | Prix VVFP du meilleur film                                                  | A History of Violence                        | Lauréat    |
| Sondage de l'hebdomadaire The Village Voice                                    | Prix VVFP du meilleur second rôle                                           | Maria Bello                                  | Lauréat    |
| Sondage de l'hebdomadaire The Village Voice                                    | Prix VVFP du meilleur réalisateur                                           | David Cronenberg                             | Lauréat    |
| Sondage de l'hebdomadaire The Village Voice                                    | Meilleure performance                                                       | Viggo Mortensen                              | Nomination |
| Sondage de l'hebdomadaire The Village Voice                                    | Meilleur second rôle                                                        | William Hurt                                 | Nomination |
| Sondage de l'hebdomadaire The Village Voice                                    | Meilleur second rôle                                                        | Ed Harris                                    | Nomination |
| Sondage de l'hebdomadaire The Village Voice                                    | Meilleur scénario                                                           | Josh Olson                                   | Nomination |

### Année 2006
| Cérémonie ou récompense                                                                      | Catégorie / Récompense                                                    | Nommé(es) / Lauréat(es)                      | Résultat   |
| -------------------------------------------------------------------------------------------- | ------------------------------------------------------------------------- | -------------------------------------------- | ---------- |
| Académie des films de science-fiction, fantastique et d'horreur - Prix Saturn                | Meilleur film d'action / aventures / thriller                             | A History of Violence                        | Nomination |
| Académie des films de science-fiction, fantastique et d'horreur - Prix Saturn                | Meilleur acteur                                                           | Viggo Mortensen                              | Nomination |
| Académie des films de science-fiction, fantastique et d'horreur - Prix Saturn                | Meilleur acteur dans un second rôle                                       | William Hurt                                 | Nomination |
| Association des critiques de cinéma                                                          | Meilleure actrice dans un second rôle                                     | Maria Bello                                  | Nomination |
| Association des critiques de cinéma d'Austin                                                 | Prix AFCA du meilleur acteur dans un second rôle                          | William Hurt                                 | Lauréat    |
| Association des critiques de cinéma de Chicago                                               | Prix CFCA du meilleur réalisateur                                         | David Cronenberg                             | Lauréat    |
| Association des critiques de cinéma de Chicago                                               | Prix CFCA de la meilleure actrice dans un second rôle                     | Maria Bello                                  | Lauréat    |
| Association des critiques de cinéma de Chicago                                               | Meilleur film                                                             | A History of Violence                        | Nomination |
| Association des critiques de cinéma de Chicago                                               | Meilleur scénario                                                         | Josh Olson                                   | Nomination |
| Association des critiques de cinéma du centre de l'Ohio                                      | Prix COFCA du meilleur réalisateur                                        | David Cronenberg                             | Lauréat    |
| Association des critiques de cinéma du centre de l'Ohio                                      | Prix COFCA de la meilleure performance dans un second rôle                | Maria Bello                                  | Lauréat    |
| Association des critiques de cinéma du centre de l'Ohio                                      | Top 10 des meilleurs films                                                | 2e place                                     | Nomination |
| Association des critiques de cinéma du Nord du Texas                                         | Prix NTFCA du meilleur acteur dans un second rôle                         | William Hurt                                 | Lauréat    |
| Association du cinéma et de la télévision en ligne                                           | Prix OFTA de la meilleure actrice dans un second rôle                     | Maria Bello                                  | Lauréat    |
| Association du cinéma et de la télévision en ligne                                           | Meilleur film                                                             | David Cronenberg, Chris Bender et J.C. Spink | Nomination |
| Association du cinéma et de la télévision en ligne                                           | Meilleur acteur dans un second rôle                                       | William Hurt                                 | Nomination |
| Association du cinéma et de la télévision en ligne                                           | Meilleur casting                                                          | Mark Bennett et Deirdre Bowen                | Nomination |
| Association du cinéma et de la télévision en ligne                                           | Meilleur réalisateur                                                      | David Cronenberg                             | Nomination |
| Association du cinéma et de la télévision en ligne                                           | Meilleur scénario adapté                                                  | Josh Olson                                   | Nomination |
| Association du cinéma et de la télévision en ligne                                           | Meilleur montage de film                                                  | Ronald Sanders                               | Nomination |
| Association du cinéma et de la télévision en ligne                                           | Meilleur moment cinématographique                                         | scène d'escalier                             | Nomination |
| Association du cinéma et de la télévision en ligne                                           | Meilleur site officiel de film                                            | A History of Violence                        | Nomination |
| Association turque des critiques de cinéma (Turkish Film Critics Association (SIYAD) Awards) | Meilleur film étranger                                                    | 3e place                                     | Nomination |
| Bodil                                                                                        | Bodil du meilleur film américain                                          | David Cronenberg                             | Lauréat    |
| Cercle des critiques de cinéma de Londres                                                    | Meilleur film de l'année                                                  | A History of Violence                        | Nomination |
| Cercle des critiques de cinéma de Londres                                                    | Meilleur acteur de l'année                                                | Viggo Mortensen                              | Nomination |
| Cercle des critiques de cinéma de Londres                                                    | Meilleure actrice de l'année                                              | Maria Bello                                  | Nomination |
| Cercle des critiques de cinéma de Londres                                                    | Meilleur réalisateur de l'année                                           | David Cronenberg                             | Nomination |
| Cercle des critiques de cinéma de Vancouver                                                  | Meilleur réalisateur                                                      | David Cronenberg                             | Nomination |
| César                                                                                        | Meilleur film étranger                                                    | David Cronenberg                             | Nomination |
| David di Donatello                                                                           | Meilleur film étranger                                                    | David Cronenberg                             | Nomination |
| Festival du film SESC (SESC Film Festival)                                                   | Prix du public du meilleur film étranger                                  | David Cronenberg                             | Lauréat    |
| Festival international du film de Santa Barbara                                              | Présentations spéciales                                                   | A History of Violence                        | Nomination |
| Golden Globes                                                                                | Meilleur film dramatique                                                  | A History of Violence                        | Nomination |
| Golden Globes                                                                                | Meilleure actrice dans un film dramatique                                 | Maria Bello                                  | Nomination |
| Guilde des scénaristes d'Amérique                                                            | Meilleur scénario adapté                                                  | Josh Olson                                   | Nomination |
| Oscars                                                                                       | Meilleur acteur dans un second rôle                                       | William Hurt                                 | Nomination |
| Oscars                                                                                       | Meilleur scénario adapté                                                  | Josh Olson                                   | Nomination |
| Prix de la Guilde canadienne des réalisateurs                                                | Prix artisanat de la DGC de la meilleure réalisation pour un long métrage | David Cronenberg                             | Lauréat    |
| Prix de la Guilde canadienne des réalisateurs                                                | Prix artisanat de la DGC du meilleur montage pour un long métrage         | Ronald Sanders                               | Lauréat    |
| Prix de la Guilde canadienne des réalisateurs                                                | Prix artisanat de la DGC du meilleur montage sonore dans un long métrage  | Alastair Gray et Michael O'Farrell           | Lauréat    |
| Prix de la Guilde canadienne des réalisateurs                                                | Prix de l'équipe de la DGC du meilleur long métrage                       | A History of Violence                        | Lauréat    |
| Prix de la Guilde canadienne des réalisateurs                                                | Meilleure direction artistique pour un long métrage                       | Carol Spier                                  | Nomination |
| Prix du cinéma en ligne italien (IOMA) (Italian Online Movie Awards (IOMA))                  | Meilleur réalisateur                                                      | David Cronenberg                             | Nomination |
| Prix du cinéma en ligne italien (IOMA) (Italian Online Movie Awards (IOMA))                  | Meilleure actrice dans un second rôle                                     | Maria Bello                                  | Nomination |
| Prix du Derby d'or                                                                           | Meilleur film                                                             | David Cronenberg, J.C. Spink et Chris Bender | Nomination |
| Prix du Derby d'or                                                                           | Meilleur réalisateur                                                      | David Cronenberg                             | Nomination |
| Prix du Derby d'or                                                                           | Meilleur scénario adapté                                                  | Josh Olson                                   | Nomination |
| Prix du Derby d'or                                                                           | Meilleure actrice dans un second rôle                                     | Maria Bello                                  | Nomination |
| Prix du Syndicat français de la critique de cinéma et des films de télévision                | Prix de la critique du meilleur film étranger                             | David Cronenberg                             | Lauréat    |
| Prix des jeunes artistes                                                                     | Meilleure jeune actrice âgée au maximum de 10 ans ou moins dans un film   | Heidi Hayes                                  | Nomination |
| Prix Edgar-Allan-Poe                                                                         | Meilleur scénario de film                                                 | Josh Olson, John Wagner et Vince Locke       | Nomination |
| Prix Empire                                                                                  | Meilleur thriller                                                         | A History of Violence                        | Nomination |
| Prix Empire                                                                                  | Meilleur acteur                                                           | Viggo Mortensen                              | Nomination |
| Prix internationaux du cinéma en ligne (INOCA) (International Online Cinema Awards (INOCA))  | Meilleur film                                                             | A History of Violence                        | Nomination |
| Prix internationaux du cinéma en ligne (INOCA) (International Online Cinema Awards (INOCA))  | Meilleur acteur                                                           | Viggo Mortensen                              | Nomination |
| Prix internationaux du cinéma en ligne (INOCA) (International Online Cinema Awards (INOCA))  | Meilleur acteur dans un second rôle                                       | William Hurt                                 | Nomination |
| Prix internationaux du cinéma en ligne (INOCA) (International Online Cinema Awards (INOCA))  | Meilleure actrice dans un second rôle                                     | Maria Bello                                  | Nomination |
| Prix internationaux du cinéma en ligne (INOCA) (International Online Cinema Awards (INOCA))  | Meilleur réalisateur                                                      | David Cronenberg                             | Nomination |
| Prix internationaux du cinéma en ligne (INOCA) (International Online Cinema Awards (INOCA))  | Meilleur scénario adapté                                                  | Josh Olson                                   | Nomination |
| Prix Sant Jordi du cinéma                                                                    | Sant Jordi du meilleur film étranger                                      | David Cronenberg                             | Lauréat    |
| Prix Satellites                                                                              | Meilleur ensemble de DVD                                                  | A History of Violence                        | Nomination |
| Prix Scream                                                                                  | Meilleur héros                                                            | Viggo Mortensen                              | Nomination |
| Prix Scream                                                                                  | Meilleur réalisateur                                                      | David Cronenberg                             | Nomination |
| Prix Scream                                                                                  | Scène qui vous fait sauter de votre siège                                 | L'échange de tir au café                     | Nomination |
| Prix Scripter USC (USC Scripter Award)                                                       | Prix Scripter USC                                                         | Josh Olson, John Wagner, Vince Locke         | Nomination |
| Récompenses des arts du cinéma et de la télévision de la British Academy                     | Meilleur scénario adapté                                                  | Josh Olson                                   | Nomination |
| Semaine des Cahiers du Cinéma                                                                | Meilleur film                                                             | A History of Violence                        | Nomination |
| Société des critiques de cinéma internationale                                               | Prix ICS du meilleur réalisateur                                          | David Cronenberg                             | Lauréat    |
| Société des critiques de cinéma internationale                                               | Top 10 des meilleurs films                                                | 3e place                                     | Nomination |
| Société des critiques de cinéma internationale                                               | Meilleur acteur dans un second rôle                                       | William Hurt                                 | Nomination |
| Société des critiques de cinéma internationale                                               | Meilleur scénario adapté                                                  | Josh Olson                                   | Nomination |
| Société des critiques de films en ligne                                                      | Prix OFCS du meilleur film                                                | A History of Violence                        | Lauréat    |
| Société des critiques de films en ligne                                                      | Prix OFCS du meilleur réalisateur                                         | David Cronenberg                             | Lauréat    |
| Société des critiques de films en ligne                                                      | Prix OFCS de la meilleure actrice dans un second rôle                     | Maria Bello                                  | Lauréat    |
| Société des critiques de films en ligne                                                      | Meilleur acteur dans un second rôle                                       | William Hurt                                 | Nomination |
| Société des critiques de films en ligne                                                      | Meilleur scénario adapté                                                  | Josh Olson                                   | Nomination |
| Société des critiques de films en ligne                                                      | Meilleur montage                                                          | Ronald Sanders                               | Nomination |
| Société nationale des critiques de cinéma                                                    | Prix NSFC du meilleur acteur dans un second rôle                          | Ed Harris                                    | Lauréat    |
| Société nationale des critiques de cinéma                                                    | Prix NSFC du meilleur réalisateur                                         | David Cronenberg                             | Lauréat    |
| Société nationale des critiques de cinéma                                                    | Meilleur film                                                             | A History of Violence                        | Nomination |

### Année 2010
- Cahiers du cinéma : Meilleur film des années 2000 pour David Cronenberg (5e place).

### Année 2012
- Festival de Cinéma en Plein Air de la Villette 2012 : Meilleur film pour David Cronenberg.

### Sélections
- Festival Télérama 2006 : Sélection Télérama[21].

## Autour du film
Il s'agit du dernier film à avoir été édité à la fois en DVD et VHS.
Les noms des personnages William Orser et LeLand Jones sont un clin d'œil à Leland Orser.

### Classification
À la télévision française, le film est diffusé une première fois, en première partie de soirée, avec la signalétique déconseillé aux moins de 12 ans. Le CSA est cependant intervenu auprès de la chaîne concernée, car certaines scènes violentes justifient une classification déconseillé aux moins de 16 ans, qui sera appliquée lors de sa nouvelle diffusion en première partie de soirée à la télévision.